# Hintere Muotabrücke
Die Hintere Muotabrücke ist eine Betonbogenbrücke über die Muota im Schweizer Kanton Schwyz. Die Strassenbrücke verbindet in Hinteribach die Asetstrasse und die Landsgemeindestrasse auf dem Gebiet der Gemeinde Schwyz.

## Konstruktion
Die in den Jahren 1911 und 1912 gebaute Brücke ersetzte eine gedeckte Holzbrücke. Im Zuge einer umfassenden Erneuerung 2008 erhielt sie nebst einer neuen Fahrbahnplatte auch ein neues Metallgeländer.

## Nutzung
Die einspurige Strassenbrücke hat heute eine Gewichtsbeschränkung von 3,5 Tonnen, früher waren Lasten bis 18 Tonnen zugelassen, d. h. Lastwagen müssen jetzt die vordere Muotabrücke benutzen. Die Höchstgeschwindigkeit ist 50 km/h.
Veloland Route 83 Suworow-Route und Wanderland Route 55 Pragelpass Weg führen über die Brücke.

## Erhaltenswertes Objekt
Das Bauwerk ist denkmalgeschützt.